# Oaxacania
Oaxacania es un género monotípico de plantas de la familia Asteraceae. Su única especie, Oaxacania malvifolia, es originaria de México.

## Descripción
Las plantas de este género sólo tienen disco (sin rayos florales) y los pétalos son de color blanco, ligeramente amarillento blanco, rosa o morado (nunca de un completo color amarillo).

## Taxonomía
Oaxacania malvifolia fue descrita por  B.L.Rob. & Greenm.  y publicado en American Journal of Science, and Arts, ser. 3, 50: 151. 1895.
Sinonimia
- Hofmeisteria malvaefolia (B.L.Rob. & Greenm.) B.L.Turner[6]